# فرهنگ انگلیسی کالینز
فرهنگ انگلیسی کالینز یا دیکشنری انگلیسی کالینز (به انگلیسی: Collins English Dictionary) یک فرهنگ لغت زبان انگلیسی برخط است که انتشارات هارپرکالینز گلاسکو آن را منتشر می‌کند. آخرین نسخهٔ این فرهنگ لغت، سیزدهمین ویرایش آن است که در سال ۲۰۱۸ میلادی در دسترس کاربران قرار گرفته‌است.